# Divan
Divan (perzijsko دیوان, latinizirano: dīvān; iz sumerščine dub, glinena plošča) je bilo visoko vladno ministrstvo v različnih islamskih državah ali njegov glavni uradnik (glej devan).

## Etimologija
Beseda, ki pomeni »vzhodni svet države«, izvira iz turščine divan, iz perzijsko دیوان (dêvân).
Prvič je potrjeno v srednjeperzijščini, črkovano kot dpywʾn in dywʾn, samo pa se vrača nazaj prek stare perzijščine, elamitščine in akadščine, nazadnje do sumerskega dub, glinene tablice. Beseda je bila izposojena tako v armenščino kot divan; iz jezikoslovnih razlogov je to postavljeno po 3. stoletju, kar pomaga ugotoviti, da je bila prvotna srednjeperzijska (in sčasoma novoperzijska) oblika dīvān, ne dēvān, kljub kasnejšim legendam, ki so izvor besede iskale v slednji obliki. Različica izgovorjave dēvān pa je obstajala in je do danes ohranjena oblika v tadžikistanski perzijščini.
V arabščini je bil izraz najprej uporabljen za vojaške registre, nato posplošen na vse registre in z metonimijo uporabljen za posebne vladne oddelke. Pomen besede se je razvil v »carinska hiša« in »soba sveta«, nato pa v »dolg, oblazinjen sedež«, kakršnega najdemo ob stenah v dvoranah sveta na Bližnjem vzhodu. Slednji je pomen, ki je v evropske jezike prišel kot divan (pohištvo).
Sodobne francoske, nizozemske, španske in italijanske besede douane, aduana oziroma dogana (kar pomeni 'carinarnica') prav tako izvirajo iz divan.

## Nastanek in razvoj pod zgodnjimi kalifati

### Ustanovitev in omajadsko obdobje
Prvi dīvān je bil ustvarjen pod kalifom Omarjem (vladal 634–644 n. št.) leta 15 po hidžri (636/7 n. š.) ali, bolj verjetno, 20 po hidžri (641 n. št.). Vseboval je imena medinskih bojevnikov, ki so sodelovali pri muslimanskih osvajanjih in njihovih družin, namenjen pa je bil olajšanju izplačevanja plače (ʿaṭāʾ, v kovancih ali obrokih) zanje, glede na njihovo službo in njihov odnos do Mohameda. Ta prvi vojaški register (dīwān al-jund) so kmalu posnemali v drugih prestolnicah provinc, kot so Basra, Kufa in Fustat. Al-Mughira ibn Šuba, državnik iz plemena Thakif, ki je bil seznanjen s perzijščino, je zaslužen za vzpostavitev basrskega dīvāna med njegovim guvernerstvom (636–638), dīvān drugih garnizijskih središč kalifata pa je sledil njegovi organizaciji.
S prihodom Omajadskega kalifata se je število dīvānov povečalo. Dīvān al-jundu je prvi omajadski kalif Muavija I. (vladal 661–680) dodal urad za zemljiški davek (dīvān al-karādž) v Damasku, ki je postal glavni dīvān, pa tudi korespondenčni urad (dīvān al-rasāil), ki je pripravljal kalifova pisma in uradne dokumente ter urad za pečatenje (dīvān al-kātam), ki je preverjal in hranil kopije vse korespondence, preden jo je zapečatil in poslal. Ustanovljenih je bilo tudi več specializiranih oddelkov, verjetno Muavija: dīvān al-barīd, odgovoren za poštne storitve; izdatkov (dīvān al-nafakāt), kar najverjetneje kaže na obstoj bizantinske ustanove; dīvān al-ṣadaka je bila nova fundacija z nalogo ocenjevanja dajatev zakāt in ʿušr; dīvān al-mustaghalāt je upravljal državno lastnino v mestih; dīvān al-ṭirāz je nadzoroval vladne delavnice, ki so izdelovale uradne transparente, kostume in nekaj pohištva. Poleg centralne vlade je v vsaki provinci obstajala lokalna veja dīvān al-karādž, dīvān al-jund in dīvān al-rasāil.
Pod kalifom Abd al-Malikom (vladal 685–705) so se prakse različnih oddelkov začele standardizirati in arabizirati: namesto lokalnih jezikov (grščina v Siriji, koptski in grški v Egiptu, perzijščina v nekdanjih sasanidskih deželah) in tradicionalnih praks knjigovodstva, pečatov in merjenja časa naj bi se odslej uporabljala le arabščina in islamski koledar. Proces arabizacije je bil postopen: v Iraku je prehod izvedel Salih ibn Abd al-Rahman pod okriljem guvernerja al-Hadžaja ibn Jusufa leta 697, v Siriji Sulajman ibn Sa'd al-Kušani leta 700, v Egiptu pod guvernerjem kalifa al-Valida I. Abdalah ibn Abd al-Malik l. 706, v Horasanu pa Ishak ibn Tulajk al-Nahšali na ukaz Jusufa ibn Omarja al-Thakafija, guvernerja Iraka, leta 741/42.

### Abasidsko obdobje
Pod Abasidskim kalifatom je uprava, deloma pod naraščajočim vplivom iranske kulture, postala bolj dodelana in zapletena. Kot del tega procesa so dīvāni naraščali v številu in sofisticiranosti ter dosegli vrhunec v 9.–10. stoletju. Istočasno je bil ustanovljen tudi urad vezirja (vazīr) za usklajevanje vlade. Upravna zgodovina abasidskih dīvānov je zapletena, saj so bili mnogi kratkotrajne, začasne ustanove za posebne potrebe, medtem ko bi lahko včasih dele večjih dīvānov imenovali tudi dīvāni, in pogosto je bil en sam posameznik postavljen za vodjo več kot enega oddelka.
Kalif al-Safah (vladal 749–754) je po zmagi v abasidski revoluciji ustanovil oddelek za zaplenjeno lastnino Omajadov. To je bil verjetno predhodnik poznejšega dīvān al-ḍijāʿ, ki je upravljal kalifova osebna področja. Podobno je pod Al-Mansurjem (vladal 754–775) obstajal urad za zaplembe (dīvān al-muṣādara), kot tudi dīvān al-aḥšām, verjetno zadolžen za osebje palače, in urad za peticije kalifu (dīvān al-riḳāʿ). Kalif Al-Mahdi (vladal 775–785) je ustanovil vzporedni dīvān al-zimām (nadzorni urad) za vsakega od obstoječih dīvānov, pa tudi osrednji nadzorni urad (zimām al-azimma). Ti so delovali kot kontrolorji in tudi koordinatorji med različnimi uradi ali med posameznimi dīvāni in vezirjem. Poleg tega je bil ustanovljen dīvān al-maẓālim, ki ga sestavljajo sodniki, da obravnava pritožbe proti vladnim uradnikom. Pristojnost dīvān al-karādža je zdaj vključevala vse zemljiške davke (harač, zakat in džizja, tako v denarju kot v naravi), medtem ko se je drugi oddelek, dīvān al-ṣadaqa, ukvarjal z odmero zakāta za živino. Korespondenco dīvān al-karādža je preveril drug oddelek, dīvān al-kātam. Tako kot v omajadskih časih so miniaturne kopije dīvān al-karādž, dīvān al-jund in dīvān al-rasāil obstajale v vsaki provinci, vendar je do sredine 9. stoletja vsaka provinca ohranila tudi podružnico svojega dīvān al-karādža v glavnem mestu.
Oddelek zakladnice (bayt al-māl ali dīvān al-sāmī) je vodil evidenco prihodkov in izdatkov, tako v denarju kot v naravi, s posebnimi dīvāni za vsako kategorijo slednjih (npr. žita, tkanine itd.). Njegov tajnik je moral označiti vse plačilne naloge, da so bili veljavni, in sestavljal je mesečne in letne bilance. Dīvān al-džahbad̲a, odgovoren za bilance stanja zakladnice, se je sčasoma odcepil, medtem ko so bila zakladniška področja uvrščena pod dīvān al-ḍijāʿ, ki jih je včasih videti, da jih je bilo več. Poleg tega je obstajal oddelek za zaplenjeno premoženje (dīvān al-musādarīn) in zaplenjena posestva (dīvān al-ḍijāʿ al-makbūḍa).
Kalif al-Mutadid (vladal 892–902) je veje provincialnih dīvānov, prisotnih v prestolnici, združil v nov oddelek, dīvān al-dār (urad v palači) ali dīvān al-dār al-kabīr (velik biro v palači), kjer je al-dār verjetno pomenil vezirjev palača. Istočasno so bili različni zimām biroji združeni v en sam dīvān al-zimām, ki je ponovno preverjal vse ocene, plačila in prejemke glede na svoje evidence in je bil po učenjaku iz 11. stoletja al-Mavardiju »varuh pravic bayt al-māl [zakladnice] in ljudi«. Dīvān al-nafaḳāt je imel podobno vlogo glede izdatkov posameznih dīvānov, vendar je bila do konca 9. stoletja njegova vloga večinoma omejena na finance kalifove palače. Pod al-Muktafijem (vladal 902–908) je bil dīvān al-dār razdeljen na tri oddelke, biroje vzhodnih provinc (dīvān al-mashrik), zahodnih provinc (dīvān al-maghrib) in Iraka (dīvān al-savād). Pod al-Muktadirjem (vladal 908–932) je dīvān al-dār še vedno obstajal, pri čemer so trije teritorialni oddelki veljali za sekcije slednjega. Leta 913/914 je vezir Ali ibn Isa ustanovil nov oddelek za dobrodelne donacije (dīvān al-birr), katerega prihodki so šli za vzdrževanje svetih krajev, dveh svetih mest Meke in Medine, ter za prostovoljce, ki so se borili v sveti vojni proti Bizantinskemu cesarstvu.
Pod kalifom al-Mutavakkilom (vladal 847–861) je urad za služabnike in paže (dīvān al-mavālī va ’l-ghilmān), verjetno razvoj dīvān al-aḥšāma, obstajal za ogromno število sužnjev in drugih spremljevalcev palače. Poleg tega je dīvān al-kātam, zdaj znan tudi kot dīvān al-sirr (urad za zaupne zadeve), postajal vse pomembnejši. Miskavaj omenja tudi obstoj dīvān al-ḥarama, ki je nadzoroval ženske prostore v palači.

## Kasnejše islamske dinastije
Ko se je Abasidski kalifat sredi 9. stoletja začel drobiti, so njegove upravne stroje kopirale nastajajoče dinastije naslednice, pri čemer so že obstoječe lokalne veje dīvānov verjetno predstavljale osnovo, na kateri so bile oblikovane nove uprave.

### Safaridi, Zijaridi, Sajidi, Buyidi in Samanidi
Upravni stroj tahiridskih guvernerjev Horasana je skoraj neznan, le da je bila njihova zakladnica v njihovem glavnem mestu Nišapur. Znano je, da je Jakub al-Safar (vladal 867–879), ustanovitelj dinastije Safaridov, ki je izpodrinil Tahiride, imel vojaški urad (dīvān al-ʿarḍ) za vodenje seznamov in nadzor nad plačilom vojakov v svojem glavnem mestu Zarang. Pod njegovim naslednikom Amr ibn al-Lajthom (vladal 879–901) sta obstajali še dve zakladnici, māl-e khāṣṣa, in neimenovani urad pod glavnim tajnikom, ki je ustrezal kancelariji (dīvān al-rasāʾil ali dīvān al-inshāʾ).
Bujidi, ki so leta 946 prevzeli Bagdad in ostanke Abasidskega kalifata, so delno črpali iz uveljavljene abasidske prakse, vendar so jo prilagodili naravi precej decentralizirane bujidske »konfederacije« avtonomnih emiratov. Bujidsko birokracijo so vodili trije veliki oddelki: dīvān al-vazīr, zadolžen za finance, dīvān al-rasāʾil kot državni urad in dīvān al-džajš za vojsko. Bujidski režim je bil vojaški režim, njegova vladajoča kasta je bila sestavljena iz turških in dajalmitskih vojakov. Zaradi tega je bil vojaški oddelek posebnega pomena in njegov vodja, ʿariḍ al-džajš, je pogosto omenjen v virih tega obdobja. Dejansko sta na prelomu 11. stoletja obstajala dva ʿariḍsa, eden za Turke in eden za Dajlamite, zato se je oddelek pogosto imenoval »oddelek dveh vojsk« (dīvān al-džajšajn). Številni nižji oddelki, kot so dīvān al-zimām, dīvān al-ḍijāʿ ali dīvān al-barīd, so bili neposredno podedovani od abasidske vlade. Pod Adudom al-Davlo (vladal 978–983) pa je bil dīvān al-savād, ki je nadzoroval bogate dežele spodnjega Iraka, iz Bagdada prestavljen v Širaz. Poleg tega je bila ustanovljen dīvān al-kilāfa za nadzor nad zadevami abasidskih kalifov, ki so še naprej prebivali v Bagdadu kot marionete bujidskih emirjev.

### Seldžuki
Veliki Seldžuki so cenili svoj nomadski izvor, njihovi sultani pa so vodili peripatetični dvor v njihovih različnih prestolnicah. Skupaj z njihovo pogosto odsotnostjo na kampanji je vezir prevzel še večji pomen, saj je vodenje civilnih, vojaških in verskih zadev osredotočil na svoj urad, »vrhovni dīvān« (dīvān al-aʿlā). Dīvān al-aʿlā je bil nadalje razdeljen na kanclerijo (dīvān al-inšāʾ va’l-ṭughrā, imenovan tudi dīvān al-rasāʾil) pod ṭughrāʾī ali munšī al-mamālik, računovodski oddelek (dīvān al-zimām va’l-istīfāʾ) pod mustavfī al-mamālik, urad za davčni nadzor (dīvān al-išrāf ali dīvān al-muʿāmalāt) pod mušrifom al-mamālik in vojaški oddelek (dīvān al-ʿarḍ ali dīvān al-džajš) pod ʿariḍ (nadalje razdeljen na urad za zaposlovanje in oskrbo, dīvān al-ravātib, in urad za plače in zemljišča, dīvān al-ikṭāʾ). Izpričanih je tudi več manjših oddelkov, čeprav morda niso obstajali v istem času: urad, zadolžen za reševanje pritožb (dīvān al-maẓālim), državna zakladnica (bajt al-māl) in sultanova zasebna zakladnica (bajt al-māl al-kaṣ), zaplembe (dīvān al-muṣādara), zemljiški davčni urad (dīvān al-karādž) in oddelek za verske obdaritve ali vakufe (dīvān al-avkāf). Obstajal je tudi poštni oddelek (dīvān al-barīd), vendar ga niso več uporabljali. Sistem so očitno deloma posnemali tudi v pokrajinskih središčih.

### Osmanska Tripolitanija
Po osmanski osvojitvi severne Afrike je bil Magreb razdeljen na tri province, Alžir, Tunis in Tripoli. Po letu 1565 je bila upravna oblast v Tripoliju podeljena paši, ki ga je neposredno imenoval sultan v Konstantinoplu. Sultan je dal paši korpus janičarjev, ki je bil nato razdeljen na več čet pod poveljstvom nižjega častnika ali bega. Janičarji so hitro postali prevladujoča sila v osmanski Libiji. Kot samoupravni vojaški ceh, ki je bil odgovoren samo svojim zakonom in zaščiten z divanom (v tem kontekstu svet višjih častnikov, ki je svetoval paši), so janičarji kmalu zmanjšali vlogo paše na večinoma ceremonialno vlogo.

## Vladni sveti
Divan-ı Hümajun ali Visoka vrata so bila dolga leta svet ministrov Osmanskega cesarstva. Sestavljali so ga veliki vezir, ki je predsedoval, in drugi vezirji, kadijaskerji, nišanci in defterdarji.
Skupščine donavskih kneževin pod osmansko oblastjo so se tudi imenovale divan (Divanuri v romunščini) (glej Akermansko konvencijo, ad hoc Divan).
V javanščini in sorodnih jezikih je sorodna beseda Devan standardna beseda za zbornico, kot v Devan Pervakilan Rakjat ali zbornica ljudskih predstavnikov.

## Ministrski oddelki
V maroškem sultanatu je več resornih ministrstev imelo naslov, ki temelji na Divanu:
- Divan al-Alaf: Ministrstvo za vojno.
- Divan al-Bahr: 'Ministrstvo za morje', tj. (čezmorsko =) zunanje ministrstvo.
- Divan al-Šikajat (ali - Čikajat): Ministrstvo za pritožbe (varuh človekovih pravic).